# Палеобалканські мови
Палеобалканські мови — умовне найменування індоєвропейських мов, носії яких проживали на Балканах до їхнього завоювання Римом. Об'єднані через суміжні місця проживання, і деяке взаємопроникнення на рівні лексики і культури. Генетично не є групою (наприклад, іллірійська і месапська мови — вони належать до групи centum, але інші є мовами групи satem).

## Групи палеобалканських мов
- фрако-дакійська (дакійська)
  - Дакська мова
  - Фракійська мова
- Іллірійсько-мессапська
  - Іллірійська мова
  - Мессапська мова
  - Албанська мова
- Греко-фригійсько-вірменська
  - Грецька підгрупа
    - Протогрецька мова †
      - Давньогрецька мова †
        - Новогрецька мова
          - Кіпрська мова
          - Понтійська мова
          - Румейська мова
          - Цаконська мова

      - Давньомакедонська мова †

  - Фригійсько-вірменська підгрупа
    - Грабар — або давньовірменська мова †
      - Середньовірменська мова †
        - Західновірменська мова
        - Східновірменська мова

    - Фригійська мова †
    - Пеласгська мова (спірно) †